# Tekercs (áramköri alkatrész)

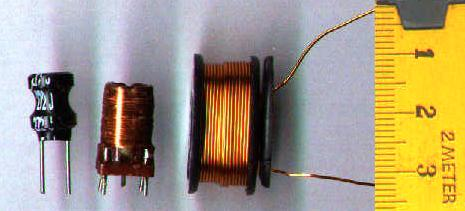
Különböző tekercsek

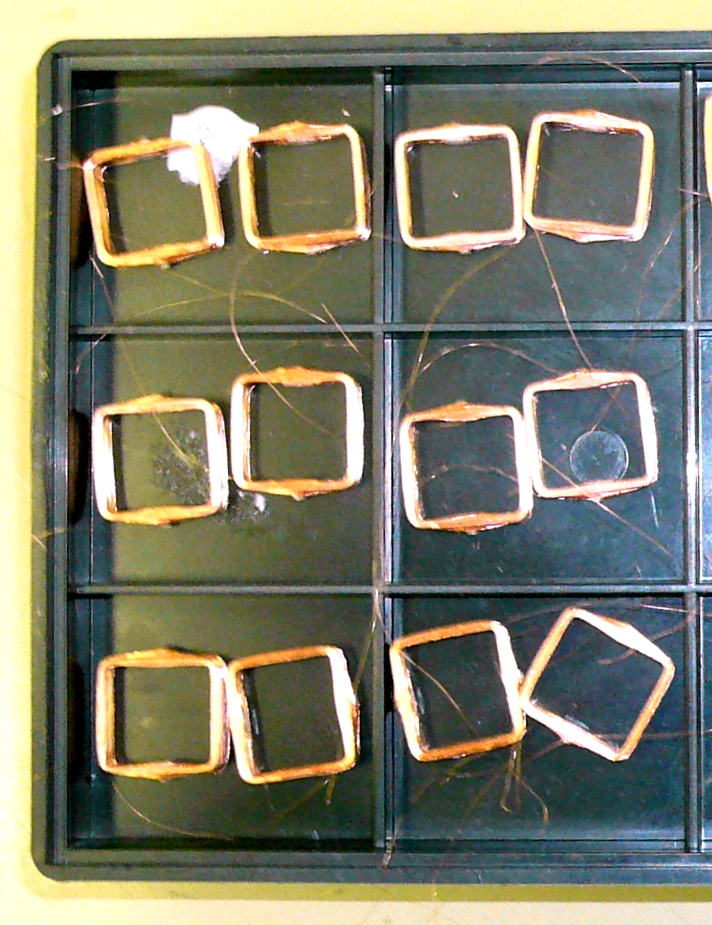
Ferrodinamikus műszerek lengőtekercsei

Az induktív fogyasztó (tekercs) áramköri jele

A tekercs csavarmenet-szerűen tekeredő elektromos vezető. A menetek (és az egymásra feltekert rétegek) között szigetelés van.

## Fajtái
- légmagos vagy vasmagos unifiláris
- a bifiláris tekercs különleges tekercselésű, indukciómentes
- „méhsejt” tekercselésű
- szolenoid vagy toroid alakú

## Működése

### ellenállásként
Szokásos ellenálláshuzalból meghatározott, nem kerek értékű speciális ellenállásokat készíteni. Célszerűen ennek formája általában tekercs alakú.

### gerjesztőcséveként
Villamos műszerekben a gerjesztéshez villamos vezető anyagból készült meneteket helyeznek el (állótekercs). Ezekbe áramot vezetve kihasználják a kialakuló mágneses teret.
Villamos motoroknál a gerjesztést ugyancsak elektromos vezetőből készült tekercsek végzik.  

### lengő-, vagy forgórészként
Egyes villamos műszerekben a kitéréshez tekercset helyeznek el (lengőtekercs) amelybe áramot vezetve kihasználják a kialakuló mágneses teret.
Villamos motoroknál a forgatónyomaték kifejtését ugyancsak elektromos vezetőből készült tekercsek végzik.

## Indukció
Ha a tekercs két kivezetése közé időben állandó áramforrást kapcsolunk, akkor a meginduló elektromos áram Biot–Savart-törvény értelmében mágneses mezőt hoz létre. A keletkezett mágneses mező a tekercs belsejében a legerősebb, mert itt haladnak legsűrűbben az erővonalak. A feltekercselt huzal geometriai elrendezése biztosítja az erővonalak koncentráltságát. A huzalt henger palástjára tekerve kapjuk a szolenoidot, és tórusz felszínére tekerve a toroid-tekercset. 
A mágneses mező a bekapcsolás után fokozatosan erősödik, majd egy szintet elérve már nem nő tovább, időben állandósul. Amikor kikapcsoljuk az áramot, ugyancsak fokozatosan kezd el csökkenni, és csak egy bizonyos késleltetés után szűnik csak meg.
Ha két tekercset egymáshoz közel helyezünk el, és az egyikben ki-be kapcsolgatjuk az áramot, akkor az első tekercs változó mágneses terében lévő második tekercsben meghatározott nagyságú áramlökések keletkeznek (lásd: nyugalmi indukció). Ezen az elven alapul a transzformátor működése. De magában az első tekercsben is mérhetünk áramot a kikapcsolás után, hiszen az első tekercs a korábban maga által keltett mágneses mezőben ugyanígy viselkedik, mint a második. Ez az önindukció jelensége. 
A keletkező áramlökések a Lenz-törvény szerint az őt létrehozó hatást akadályozni igyekszik, vagyis az áram kikapcsolásakor igyekszik fenntartani azt. Hasonló jelenség figyelhető meg bekapcsoláskor is, csak akkor az indukálódó áramlökés ellentétes az áramforrás áramával.
Az áram ki-be kapcsolgatását az elektrotechnikában a váltakozó áram valósítja meg.

## Induktivitás számítása

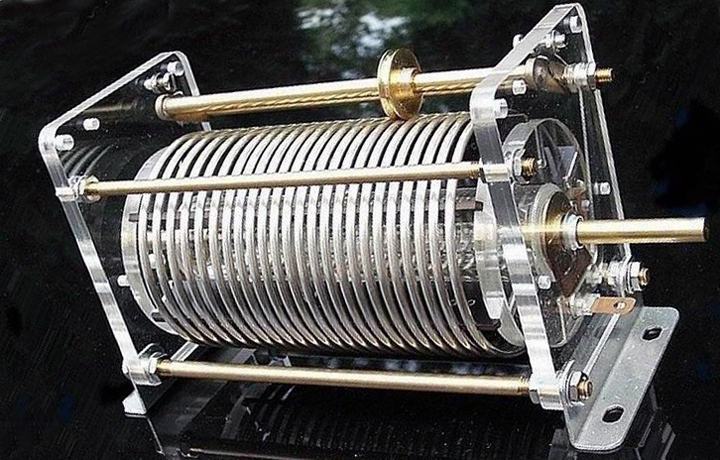
Precíziós, forgatással állítható tekercs, rádióadó készülék hangolásához.

Az induktivitás a geometriai tényezők és a mágneses anyag adatai segítségével számolható ki. Homogén mágneses terű (toroid) tekercsnél:
{\displaystyle L={\frac {\mu _{0}\mu _{r}A}{l}}N^{2}},
ahol:
- {\displaystyle A} a tekercs keresztmetszete,
- {\displaystyle l} a tekercs (mágneses erővonalak) hossza,
- {\displaystyle N} a tekercs menetszáma,
- {\displaystyle \mu _{0}} a vákuum permeabilitása,
- {\displaystyle \mu _{r}} a tekercsbe helyezett mágneses anyagra jellemző szorzószám.

Mértékegysége a H (henry).
Légmagos szolenoid tekercsnél:
{\displaystyle L={\frac {\mu _{0}{\frac {d}{2}}\pi }{l}}N^{2}}, ahol
- {\displaystyle d} a tekercs átmérője.

A mágneses anyag jellemzőit permeabilitás-nak nevezzük. Ez megfelel a kondenzátornál megismert dielektromos állandó-nak.
{\displaystyle \mu =\mu _{0}\mu _{r}}.
A {\displaystyle \mu _{r}} értéke miatt a tekercsbe helyezett mágneses anyag esetén sokkal nagyobb induktivitás érhető el, mint vákuum esetén. A levegő {\displaystyle \mu _{r}} értéke: 1. A vákuum permeabilitása:
{\displaystyle \mu _{0}=1,25\cdot 10^{-6}{\frac {Vs}{Am}}=4\pi \cdot 10^{-7}{\frac {Vs}{Am}}}.
Mivel a megadott képlettel a számolás komplikált, egy szorzótényezőt vezetünk be, ami egy adott (méretű, anyagú) magra jellemző:
{\displaystyle A_{L}={\frac {\mu _{0}\mu _{r}A}{l}}}.
Mértékegysége nH. Az AL vasmagtényezőt a vasmagok gyártói megadják, például AL = 300 (nH). E képlet segítségével az induktivitást:
{\displaystyle L=A_{L}N^{2}}
módon lehet kiszámolni. Az AL tekercstényező nagysága 1 menetre vonatkozik. Több menet esetén (n) az induktivitás a menetszám négyzetével arányos. A menetszám:
{\displaystyle N={\sqrt {\frac {L}{A_{L}}}}}.
Gyakorlati képletek vannak az egy menetes, egy soros, lapos, több soros, legkisebb egyenáramú ellenállású légmagos tekercsek induktivitásának számolására.

## Induktivitás áramköri elemként
Az {\displaystyle L} indukció együtthatóval rendelkező induktivitás (tekercs) árama és feszültsége a következő kapcsolatban állnak egymással:
{\displaystyle u(t)=L{\frac {d}{dt}}i(t),\quad i(t)=i(t_{0})+{\frac {1}{L}}\int _{t_{0}}^{t}u(\tau )d\tau }.
Az egyenletek frekvencia tartományban:
{\displaystyle U(j\omega )=j\omega LI(j\omega )\,\!,} amiből a tekercs impedanciája: {\displaystyle {\frac {U(j\omega )}{I(j\omega )}}=j\omega L=\omega Le^{j\pi /2}}.
Komplex frekvenciatartományban:
{\displaystyle U(s)=i(t_{0})L+sLI(s)\,\!,} amiből a tekercs komplex impedanciája: {\displaystyle {\frac {U(s)}{I(s)}}=sL,} ha {\displaystyle i(t_{0})=0\,\!}.

## Induktív tekercshálózatok

### Párhuzamos kapcsolás
Ha az induktivitások között nincs csatolás, párhuzamos kapcsolás esetén az eredő induktivitást a következő képlettel számíthatjuk:
{\displaystyle {\frac {1}{L_{\mathrm {p} }}}={\frac {1}{L_{1}}}+{\frac {1}{L_{2}}}+\cdots +{\frac {1}{L_{n}}}},
ami a gyakorlatban használhatatlan, hiszen az eredő induktivitás egy implicit kifejezésben szerepel, de könnyen explicitté tehetjük, ha bevezetjük a villamosmérnöki gyakorlatban elterjedt replusz műveletet:
{\displaystyle L_{12}=L_{1}\times L_{2}={\frac {L_{1}L_{2}}{L_{1}+L_{2}}},} mivel kommutatív és asszociatív műveletről van szó, általánosan is felírhatjuk {\displaystyle n} számú tekercs párhuzamos eredőjét:
{\displaystyle L_{\mathrm {p} }=L_{1}\times L_{2}\times \dots \times L_{n}=\times _{i=1}^{n}L_{i}}.
Két, csatolásban lévő induktivitás esetén:
{\displaystyle L={\frac {L_{1}\cdot L_{2}-M^{2}}{L_{1}+L_{2}-2M}}}, ahol
- M a kölcsönös induktivitás.

### Soros kapcsolás
Ha az induktivitások között nincs csatolás, az eredő induktivitás soros kapcsolás esetén:
{\displaystyle L_{\mathrm {s} }=L_{1}+L_{2}+\cdots +L_{n}=\sum _{i=1}^{n}L_{i}}.
Két, csatolásban lévő induktivitás esetén: 
{\displaystyle L=L_{1}+L_{2}+2*M}, ahol
- M a kölcsönös induktivitás.

## Jellemzői
- Menetszám ( = feltekert menetek száma)
- Egyenfeszültségű ellenállása függ a vezető:
  - anyagától (fajlagos ellenállás)
  - hosszától (a tekercs hossza = (a tekercs menetszáma) * (egy átlagos menet hossza))
  - keresztmetszetétől

- Váltakozó feszültségen a tekercsnek nem csak ohmos, hanem jelentős induktív ellenállása is van.
  - Az induktív ellenállás az önindukciótól és a körfrekvenciától függ.

## Felhasználása
- Egyenfeszültségnél egyszerű ellenállásként.
- Váltakozó feszültségnél induktivitásként. Pl: rezgőkörökben.
- Transzformátor alkatrészeként.
- Távvezeték-hálózatoknál földzárlat kompenzálására.
- Villámcsapás hatásának korlátozására fojtótekercsként (lökőhullám).
- Fénycsöveknél, gázkisülő-lámpáknál áramkorlátozásra.

## Légmagos szolenoid tekercs méretezéséhez használható nomogram[1]
A kis ábra szerint vonalzóval össze kell kötni az ismert tényezőket, és a létrejövő metszésponton leolvasható a hiányzó érték.